# Déogratias (bande dessinée)
Déogratias est un album de bande dessinée de Jean-Philippe Stassen (scénario, dessins et couleurs) portant sur un adolescent devenu fou après le génocide des Tutsi au Rwanda en 1994, qui a fait un million de victimes en trois mois. L'œuvre, qui est une des premières à traiter de ce sujet, reçoit un accueil critique favorable.

## Synopsis
La narration se situe avant ou après le génocide, employant le procédé du flashback. Le personnage principal, Déogratias, est un jeune Hutu devenu fou à la suite des massacres auxquels il a assisté et participé. Il grandit d'abord comme un adolescent ordinaire, qui « aime s’amuser, flirter avec les filles et boire de l’alcool ». Lorsque le génocide commence, il est aspiré dans l'engrenage et participe aux massacres. Après avoir pris part au supplice de ses amies tutsi Apollinaire et Bénigne et vu, avec horreur, les chiens dévorer leurs cadavres, il erre dans les rues de Kigali au Rwanda, frappant aux portes pour qu'on lui donne de l'urwagwa, la bière de banane dans laquelle il veut noyer son traumatisme, tout en cherchant à empoisonner ceux qu'il voit comme responsables de sa vie brisée.

## Personnages
- Déogratias est un adolescent Hutu. Il mène une vie banale avant le génocide[3]. Devenu fou après les massacres dont il était témoin et acteur, notamment ceux de ses amies d'enfance, il erre dans les rues et consomme de grandes quantités de bière de banane[1]. Sa folie s'exprime par la métamorphose en chien[1].
- Bénigne est une amie d'école de Déogratias. Amoureuse de lui, elle le choisit pour faire l'amour pour la première fois. Tutsi, elle meurt massacrée[1].
- Apollinaire est la sœur de Bénigne, elle aussi assassinée car elle est Tutsi[1].
- Vedette, prostituée tutsi au grand cœur, est la mère de Bénigne et Apollinaire, également assassinée[1].

## Genèse de l'œuvre
Jean-Philippe Stassen est un auteur de bande dessinée belge qui commence sa carrière dans L'Écho des savanes en 1985. Avant cet ouvrage, il a publié sept livres. Ayant beaucoup voyagé en Afrique, il séjourne plusieurs mois au Rwanda entre 1997 et 1999. Le génocide des Tutsi au Rwanda, « l'Itsembabwoko », a causé un million de victimes entre avril et juillet 1994. Stassen, au cours de ses voyages, a rencontré des personnes que la tragédie a touchées de plein fouet. Inspiré par la colère, il a souhaité donner du sens à ce million de victimes, « montrer que ce drame concerne des êtres humains, avec leur histoire, leur vie, qu'ils sont réels, qu'ils sont comme nous ». Il souligne également « l'extrême pauvreté de cette région, le poids de son histoire, le manque de chance ». Il s'est documenté pendant six ans avant de lancer l'album.
Stassen choisit de s'adresser à des « Européens moyens » qui, conscient de la tragédie, n'ont cependant pas approfondi la question. L'artiste espère favoriser l'identification du lecteur aux victimes en tant qu'êtres humains, ce qui conduira le public à se documenter. À cette fin, il représente des personnages inspirant des sentiments comme la sympathie ou l'antipathie, car l'assassin est bien un homme méritant d'être jugé et condamné.
L'auteur signale que cet ouvrage reflète son inquiétude envers les « négationnistes » qui peuvent aisément influencer l'opinion en diffusant la thèse d'un double génocide, susceptible de renvoyer « dos à dos un groupe de bourreaux et un groupe de victimes ».

## Analyse
Cette œuvre de fiction retrace le génocide, de façon indirecte et subtile, à travers plusieurs personnages, Tutsis et Hutus : le génocide est présent en creux, suggéré ou perçu, « comme indicible ». La narration évolue dans plusieurs temporalités, avant, pendant et après le génocide. Elle l'aborde à travers  des flashbacks qui sont autant de souvenirs d'un adolescent rwandais ordinaire. Après les dégâts de la colonisation qui a semé les graines de l'hostilité, Stassen montre les indices de la haine entretenue envers les Tutsi à l'école, à la radio, tout en présentant sous un jour peu flatteur l'attitude de l'armée française et de l'église catholique,. Stassen s'attache à montrer par quelle « mécanique implacable » un adolescent ordinaire bascule et devient assassin lorsque le génocide fait rage après l’attentat contre le président Juvénal Habyarimana. Déogratias est un personnage banal, entraîné dans une spirale qui le dépasse, ce qui n'excuse pas ses meurtres. Stassen ne montre pas tant le carnage lui-même que « la mécanique qui conduit un être humain à y participer ». La lâcheté et la faiblesse humaine président aux choix du protagoniste : il n'est ni héroïque, ni fanatique, à l'instar des autres participants au génocide : « l'écrasante majorité des assassins était constituée de gens normaux obéissant simplement à des ordres ».
Graphiquement, le basculement mental du personnage est représentée par sa transformation en chien, « un chien fou, enragé, ridicule » : le visage de Déogratias s'allonge en museau et ses jambes semblent se réduire en pattes pendant ses accès de folie. L'auteur choisit d'animaliser le bourreau et non la victime : « un enfant perdu du génocide », prisonnier de sa souffrance. Cet effet est de nature à inspirer la pitié envers Déogratias. Cette métamorphose montre qu'il « navigue entre la réalité, que l'alcool lui permet de réintégrer, et la folie. La transformation en bête lui permet d'échapper à ses responsabilités, au jugement et même à un éventuel pardon ». Le dessin est « d'une sobriété exemplaire », utilisant « de grands aplats de couleurs franches ». Les cases du passé n'ont pas de cadre. D'apès L'Express, l'album est mémorable par « son ton docufiction, sa violence froide, ses couleurs lumineuses ».

## Accueil critique
Sur France Info, Jean-Christophe Ogier, critique de bande dessinée, décrit l'ouvrage comme « un album dur, qui secoue le lecteur, une BD paradoxale, lumineuse des couleurs de l’Afrique et sombre comme la descente aux enfers de tout un peuple ». Le chroniqueur dans Les Échos signale la dextérité et la pudeur de l'auteur, trouvant les personnages crédibles et l'œuvre « empreinte d'une profonde humanité ». Le chroniqueur de Libération signale que Stassen se garde de simplifier, « ni du point de vue éthique, ni dans sa technique narrative ». Dans Le Temps, le chroniqueur estime que Stassen propose une illustration « romancée et poignante » des traumatismes chez les enfants ayant vécu le massacre. D'après Le Soir, Stassen par cet ouvrage « a signé l'une des œuvres les plus fortes de la bande dessinée contemporaine ». Olivier Maltret de Bodoï évoque « un livre marquant » au « graphisme original ».
Sur Du9, néanmoins, le chroniqueur émet des réserves sur le traitement narratif et esthétique du récit, trop allusif dans la chronologie et simplificateur par ses personnages caricaturaux. Stassen rapporte que d'autres lecteurs ont émis des critiques, faisant allusion aux personnes qui « me déniaient tout simplement le droit de parler d'un pays qui n'est pas le mien », ainsi que certains préjugés envers la bande dessinée comme mode d'expression. Néanmoins, l'artiste relate qu'ayant montré ses planches à des amis rwandais rescapés du génocide, leur avis était favorable.

## Éditeurs
- Français :  Dupuis, Aire libre, Marcinelle, 2000.  (ISBN 2-8001-2972-7)
- Néerlandais : Dupuis, Vrije Vlucht, Marcinelle, 2000
- Portugais : ASA, Porto, 2005.  (ISBN 972-41-3372-9)
- Italien : Nuovi Equilibri, Viterbe, 2005.  (ISBN 8872268729)
- Anglais : First Second Books, New York,  2006.  (ISBN 1-59643-103-2)
- Espagnol : Planeta DeAgostini, Barcelone, 2008.
- Polonais : Egmont, 2009.  (ISBN 8872268729)

## Récompenses
L'ouvrage a fait partie de la sélection pour le prix du meilleur album lors du festival d'Angoulême en 2001.
- 2000 : Prix René-Goscinny[18].
- 2001 : 
  - prix France Info de la bande dessinée d'actualité et de reportage[19].
  - Prix du jury œcuménique de la bande dessinée (refusé par l'auteur « pour dénoncer le rôle de l'Église dans le génocide rwandais[20] »).

## Postérité
Stassen fait partie des premiers auteurs occidentaux qui aient dénoncé le génocide au Rwanda par la bande dessinée. À ce titre, son ouvrage, devenu célèbre, est régulièrement cité au fil des ans et fait l'objet d'étude sur la représentation du génocide dans la bande dessinée, par exemple en 2017 et 2018.
Dans le prolongement de l'œuvre, toujours dans le cadre de la région des Grands Lacs, qu'il a étudiée pendant cinq ans, il publie Pawa, Chroniques des monts de la lune en 2002, « un véritable reportage dessiné sur l'après-génocide rwandais ». En 2004, il livre Les Enfants, qui brosse le portrait d'enfants des rues traumatisés par la guerre et le génocide, évènements suggérés plutôt que montrés,. Les trois albums forment une trilogie.